# Caleb West
Caleb West è un cortometraggio muto del 1912 diretto da Oscar Apfel. Prodotto dalla Reliance Film Company, aveva come interpreti Edward P. Sullivan, Gertrude Robinson, Irving Cummings.

## Produzione
Il film venne prodotto dalla Reliance Film Company

## Distribuzione
Distribuito dalla Film Supply Company, il film - un cortometraggio di due bobine - uscì nelle sale cinematografiche statunitensi il 18 settembre 1912.